# Urampokhara
Urampokhara (en népalais : उरामपोखरा) est un comité de développement villageois du Népal situé dans le district de Parbat. Au recensement de 2011, il comptait 2 415 habitants.